# Rachel Whiteread
Dame Rachel Whiteread, DBE (* 20. April 1963 in Essex) ist eine englische Bildhauerin.

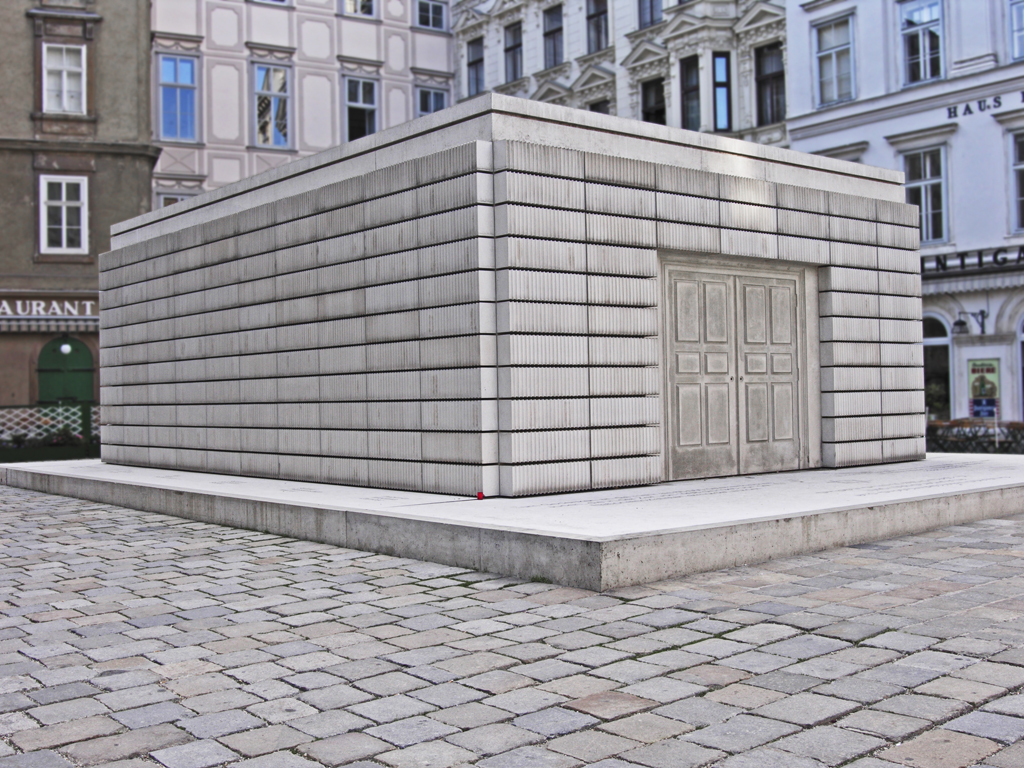
Rachel Whiteread, Holocaust-Mahnmal, Wien, Judenplatz

## Biografie
Rachel Whiteread studierte von 1982 bis 1985 Malerei am Brighton Polytechnic mit dem Abschluss Painting BA. Von 1985 bis 1987 absolvierte sie ein Studium der Bildhauerei u. a. bei Phyllida Barlow an der Slade School of Fine Art und erwarb den akademischen Grad Sculpture MA. Ebenso studierte sie an der Akademie der Künste Zypern.
Whiteread erstellt Objekte, Skulpturen, Installationen, Mixedmedia sowie Zeichnungen. Deswegen lässt sie sich nicht eindeutig als Bildhauerin einordnen. Einen hohen Bekanntheitsgrad hat Whiteread durch ihre plastischen Arbeiten erreichen können:
Die Künstlerin nimmt Abdrücke mit Gips, Gummi, Kunststoffen und anderen Materialien von Alltagsgegenständen und architektonischen Details bis hin zum Abdruck ganzer Räume, sogar eines Hauses (House 1993, zerstört 1994). Diese weißen Objekte bilden einerseits den Gegenstand (die Wirklichkeit) ab, dokumentieren Gebrauchsspuren, spiegeln ihren Gegenstand jedoch andererseits und haben aufgrund des weißen Materials eine hohe Abstraktionswirkung. Viele von ihr genommenen Abdrücke dokumentieren insofern deutlicher den Leerraum (die Leere) um Gegenstände; das gilt z. B. für Abdrücke von Bücherregalen oder den von der Unterseite eines Waschbeckens. Für Rachel Whiteread wurden international Ausstellungen ausgerichtet. 1998 schuf sie den Water Tower für den öffentlichen Raum in New York.
Für Wien gestaltete sie im Jahre 2000 das Holocaust-Mahnmal auf dem Judenplatz. Es stellte im Stile von Whitereads Leerräumen eine Bibliothek dar, deren Bücher nach außen zeigen. Das Mahnmal kann als Würdigung des Judentums als eine Religion des Buches verstanden werden, es spricht aber auch die durch den Völkermord an den europäischen Juden entstandene kulturelle Leerstelle an (Erinnerung und Verlust).
Eine Weiterentwicklung ihrer künstlerischen Arbeit lässt sich an Whitereads Ausstellung in der Tate Modern, London, im Jahre 2005/2006 ablesen. Rachel Whiteread goss 14.000 Pappkartons mit Polyethylen aus. Diese Abgüsse sind in der großen Eingangshalle des Museums wie eine bizarre Landschaft ausgestellt. Das Motiv des Pappkarton-Abgusses beruht auf einem von Whitereads Mutter hinterlassenen Karton, in dem Weihnachtsschmuck aufbewahrt wurde. Die Abgüsse sollen nach der Ausstellung recycelt werden.

## Ausstellungen (Auswahl)
- 1992: documenta IX, Kassel
- 1994: Kunsthalle Basel, Schweiz

Whiteread-Ausstellung in der Tate Modern, London, 2005

- 1996: Tate Gallery, Liverpool, Großbritannien
- 1997: Skulptur.Projekte Münster
- 2000: Tate Modern, London, Großbritannien
- 2002: Kunsthalle Basel, Schweiz
- 2002: Deutsche Guggenheim, Berlin
- 2003: Kunstmuseum Wolfsburg
- 2003: Carnegie Museum of Art American Federation of Arts, New York, USA
- 2004: Museu de Arte Moderna, Rio de Janeiro, Brasilien
- 2004: Museu de Arte Moderna, São Paulo, Brasilien
- 2005: Kunsthaus Bregenz, Österreich
- 2005: Tate Modern, London, Großbritannien
- 2005/2006: Staatliches Museum Schwerin (Katalog)
- 2007/2008: Wilhelm Lehmbruck Museum, Duisburg

## Auszeichnungen
- 1993: Britischer Turner Preis
- 1996: Prix Eliette von Karajan
- 1997: Medaille der Biennale in Venedig
- 1997: Ablehnung der Mitgliedschaft in der Royal Academy of Arts, London
- 2006: Commander of the Order of the British Empire (CBE)
- 2007: August Seeling Preis (Freundeskreis Wilhelm Lehmbruck Museum), Duisburg
- 2017: Ada-Louise-Huxtable-Preis im Rahmen der Women in Architecture Awards[1]
- 2019: Dame Commander des Order of the British Empire (DBE)